# 扎希迪·再诺阿比丁
扎希迪·再诺阿比丁（1961年1月9日—），亦称为查希迪，生于马来西亚玻璃市，马来西亚政治人物，曾经于2020年至2022年受委马来西亚通讯及多媒体部副部长，2013年至2022年担任玻璃市巴东勿刹的国会议员，以及前巫统最高理事。

## 政治生涯

### 巴东勿刹国会议员（2013年至2022年）
2013年马来西亚大选时，扎希迪代表国民阵线当选为玻璃市巴东勿刹的国会议员。2018年马来西亚第十四届大选，他继续连任该议席，並於同年6月30日，获选为巫统最高理事会成员。

### 通讯及多媒体部副部长（2020年至2022年）
2020年3月10日，扎希迪就任马来西亚通讯及多媒体部副部长。
2020年9月3日，扎希迪在国会上议院演讲中，指责沙巴一名女大学生薇薇奥娜在6月13日上传的一段在树上扎营读书的视频造假后，引起各方批评他網路霸凌。扎希迪当晚向薇薇奥娜公开道歉后，表示将会在国会上议院解释。沙巴大学主席拿督马迪西于9月8日证实扎希迪发表错误言论。扎希迪于9月10日迫于各方压力下，为薇薇奥娜风波在上议院道歉。
扎希迪在9月8日向大众透露，国盟政府将征收网购服务费，引起各方关注。但联邦直辖区部部长丹斯里安努亚慕沙对此否认，表示政府从未做出这项决定。通讯及多媒体部也在9月9日澄清无意征收网购服务费，导致他公信力下挫。
2021年1月13日，通讯及多媒体部副部长办公室发文告指出，扎希迪在1月11日从槟城抵达吉隆坡进行新冠病毒检测后，证实确诊2019冠状病毒病。
2021年8月16日，受到巫统持续向国盟政府发起的倒阁行动影响，首相慕尤丁基于已经失去多数议员支持，向国家元首苏丹阿都拉宣布辞去首相职位，扎希迪也随即跟从内阁总辞。依斯迈沙比里上任后，他继续担任该职位。

### 被巫统开除
2022年11月5日，未得到巫统提名的扎希迪以独立人士身份在原有选区上阵全国大选。翌日，巫统主席阿末扎希宣布开除三名领袖，扎希迪是其中被指名的一人。无论如何，扎希迪在大选中败阵并失去按柜金，而巫统也未保住该议席。2024年12月8日，加入人民公正党。

## 争议事件

### 槟城水灾报应论
扎希迪在2017年11月8日国会下议院参与财政预算案辩论时，指水灾之所以发生是因为槟城过度开发山地及管理不当。随后他说槟州政府引起宗教冲突、侮辱宗教、举行不符合他人宗教的庆祝活动（暗指慕尼黑啤酒节），还有激起他人的怒气，使得人民面临水灾的报应，引起争议。

### 文凭争议
2020年3月，马新社报道指扎希迪持有玛拉技术学院（现为玛拉工艺大学）的公共行政文凭及据称位于美国北加州，全球大学的工商管理硕士学位（MBA）。9月8日，《马来邮报》对此进行考查，发现共有两所全球大学，一所是位于美国北加利福尼亞州的基督教神学院，但该学院并没有提供硕士学位。而另一所同样称为全球大学（NCGU）因为网站连接无效，因此无法查证。但NCGU在2005年曾被印尼政府指控从1994至2004年发放9723份假文凭。扎希迪的助理澄清，他并没有从外国任何学院获得学位，因此被质疑其学历造假。
9月11日，学术自由联盟（GPA）挑战陷入“假学历”风波的扎希迪出示自己的学历来自证清白，否则就该引咎辞职。

### 指责大学生造假
2020年9月3日，扎希迪在国会上议院演讲中，指责沙巴一名女大学生薇薇奥娜在6月13日上传的一段在树上扎营读书的视频。扎希迪揭露该名女生「为获得网络信号爬树应考」是假的，只是为了冲点击率才录制相关视频，并表示「该名女生录制该视频时没有考试，她只是为了要出名」，并提醒勿轻易被YouTuber影片创作者欺骗，薇薇奥娜本人随着遭到網路霸凌。薇薇奥娜之后接受《当今大马》访问时反驳扎希迪的言论，并表示她于当天确实进行了考试。薇薇奥娜的同学也在推特上载考试时间表，证明维薇奥娜当天有考试，并没有撒谎。
扎希迪当晚在面子上贴文，表示自己被不实资讯误导，向薇薇奥娜公开道歉，并表示将在国会上议院对本身的言论做出解释。薇薇奥娜在面子书贴文表示对扎希迪的指责令她难过和失望，但选择原谅他的失误。扎希迪随着也遭到各个政党领袖批击其言论沒有同情心，沙巴网民也在社交媒体上挞伐扎希迪，表示不接受他的道歉。9月7日，扎希迪在国会展开新闻发布会，解释他的不实资讯是透过时任第一财政副部长阿都拉欣·巴克里知晓，称将亲自前往沙巴了解详情。阿都拉欣·巴克里坚称，事发当天只有进行线上授课，质疑薇薇奥娜可以选择住在有网络的学校，却非要上传到树上扎营读书的视频纯属是为了取得关注和宣传，再次引起争论。薇薇奥娜的哥哥梅克文对此挑战两名副部长亲自到当地了解基础设施落后的情况。民主行动党林冠英与杨巧双痛批俩人分别批评薇薇奥娜的做法如同网络霸凌。
沙巴大学主席拿督马迪西于9月8日证实，薇薇奥娜当天确实进行了考试，并强调薇薇奥娜是一名模范生，表示阿都拉欣·巴克里错误引述大学讲师的言论。扎希迪也因在国会发表不实言论，被民主行动党要求他在国会上议院道歉，但扎希迪没有依照承诺。扎希迪指责民主行动党企图将事件政治化，行动党秘书长林冠英对此批评扎希迪三番两次发表不实言论严重违反职业操守，要求他辞职。扎希迪态度强硬表示，如果要他辞职，林冠英就也要辞职。最终在上议院主席莱士雅丁指示下，扎希迪于9月10日为薇薇奥娜风波在上议院道歉。

### 人民投错票不应怪罪政治人物言论
2020年10月26日，扎希迪在出席国阵国会议员特别会议后接受采访时，把国内政治动荡归咎于人民2018年投票造成的情况。他向媒体表示：「人民不应该怪罪政治人物，人民投票选出一个个50对50的政府，政治人物现在只是想要纠正这情况。」，并补充说：「国阵执政时期，不会发生现在这情况，当时也没有失业、经济又进步。我们为何要让现在的情况继续下去呢？让经济更糟糕吗？我们现在要做的是解决人民因投票造成的情况，所以不要再怪罪政治人物。」。该言论引起争议及批评。

## 选举成绩
| 年份 | 选区        | 候选人 | 候选人             | 得票数 | 得票率 | 竞选对手                   | 竞选对手                     | 得票数 | 得票率 | 总票数 | 多数票 | 投票率 |
| ---- | ----------- | ------ | ------------------ | ------ | ------ | -------------------------- | ---------------------------- | ------ | ------ | ------ | ------ | ------ |
| 1999 | N2 柏斯里   |        | 扎希迪（巫统）     | 2,774  | 58.66% |                            | Abd. Rahman Rejab（回教党）  | 1,955  | 41.34% | 5,069  | 819    | 73.77% |
| 2004 | N2 柏斯里   |        | 扎希迪（巫统）     | 3,492  | 68.30% |                            | 安努亚达希（回教党）         | 1,621  | 31.70% | 5,222  | 1,871  | 78.59% |
| 2022 | N1 知知丁宜 |        | 扎希迪（独立人士） | 425    | 4.43%  |                            | 依兹占依不拉欣（土著团结党） | 5,601  | 58.42% | 9,748  | 3,785  | 72.70% |
| 2022 | N1 知知丁宜 |        | 扎希迪（独立人士） | 425    | 4.43%  | 郑再安（马华公会）         | 1,816                        | 18.94% |        | 9,748  | 3,785  | 72.70% |
| 2022 | N1 知知丁宜 |        | 扎希迪（独立人士） | 425    | 4.43%  | 郑成泉（民主行动党）       | 1,512                        | 15.77% |        | 9,748  | 3,785  | 72.70% |
| 2022 | N1 知知丁宜 |        | 扎希迪（独立人士） | 425    | 4.43%  | 沙里尔沙里夫（祖国斗士党） | 152                          | 1.59%  |        | 9,748  | 3,785  | 72.70% |
| 2022 | N1 知知丁宜 |        | 扎希迪（独立人士） | 425    | 4.43%  | 许福光（人民复兴党）       | 81                           | 0.84%  |        | 9,748  | 3,785  | 72.70% |

| 年份 | 选区                 | 候选人 | 候选人             | 得票数 | 得票率 | 竞选对手                   | 竞选对手                     | 得票数 | 得票率 | 总票数 | 多数票 | 投票率 |
| ---- | -------------------- | ------ | ------------------ | ------ | ------ | -------------------------- | ---------------------------- | ------ | ------ | ------ | ------ | ------ |
| 2013 | 玻璃市 P001 巴东勿刹 |        | 扎希迪（巫统）     | 21,473 | 60.45% |                            | 阿占哈利（伊斯兰党）         | 14,047 | 39.55% | 36,142 | 7,426  | 86.11% |
| 2018 | 玻璃市 P001 巴东勿刹 |        | 扎希迪（巫统）     | 15,032 | 41.18% |                            | 依兹赞依布拉欣（土著团结党） | 13,594 | 37.24% | 37,432 | 1,438  | 81.20% |
| 2018 | 玻璃市 P001 巴东勿刹 |        | 扎希迪（巫统）     | 15,032 | 41.18% | 乌达兹莫达瑟尼（伊斯兰党） | 7,874                        | 21.57% |        | 37,432 | 1,438  | 81.20% |
| 2022 | 玻璃市 P001 巴东勿刹 |        | 扎希迪（独立人士） | 1,939  | 1.56%  |                            | 鲁斯丹·鲁斯米（伊斯兰党）    | 24,267 | 53.58% | 45,288 | 12,514 | 75.24% |
| 2022 | 玻璃市 P001 巴东勿刹 |        | 扎希迪（独立人士） | 1,939  | 1.56%  | 扎希达·扎烈汗（巫统）      | 11,753                       | 25.95% |        | 45,288 | 12,514 | 75.24% |
| 2022 | 玻璃市 P001 巴东勿刹 |        | 扎希迪（独立人士） | 1,939  | 1.56%  | 莫哈末雅哈也（国家诚信党） | 7,085                        | 15.64% |        | 45,288 | 12,514 | 75.24% |
| 2022 | 玻璃市 P001 巴东勿刹 |        | 扎希迪（独立人士） | 1,939  | 1.56%  | 高水良（人民复兴党）       | 244                          | 0.54%  |        | 45,288 | 12,514 | 75.24% |

## 个人荣誉
- 玻璃市：
  -  玻璃市王冠丞官勋章（SMP）（2003年）[28]
- 马六甲：
  -  马六甲荣誉勋章（DMSM）—拿督（2003年）[29]